# Mareo
Mareo (niem. Enneberg, wł. Marebbe) – miejscowość i gmina we Włoszech, w regionie Trydent-Górna Adyga, w prowincji Bolzano.
Liczba mieszkańców gminy wynosiła 2899 (dane z roku 2009). Język ladyński jest językiem ojczystym dla 93,3%, niemiecki dla 3,95%, a włoski dla 2,75% mieszkańców (2001).